# Queen Ann (ciruela)
Queen Ann es una variedad cultivar de ciruelo (Prunus salicina), de las denominadas ciruelas japonesas (aunque las ciruelas japonesas en realidad sus ancestros son originarios de China, fueron llevadas a los EE. UU. por variedades desarrolladas en Japón en el siglo XIX).
Una variedad que fue obtenida por Claron O. Hesse Winters (California) de un cruzamiento de 'Gaviota' x 'Eldorado'. Las frutas son de tamaño grande, acorazonadas, piel firme con un color caoba profundo en completa madurez, cubiertas con una pruina fina, y pulpa de color ámbar claro, sin nido rojo en la piel, textura firme, y sabor dulce, siendo su calidad muy buena, aroma no pronunciado. Tolera las zonas de rusticidad según el departamento USDA, de nivel 5 a 9.

## Historia
'Queen Ann' variedad de ciruela no patentada, obtenida por Claron O. Hesse (California Agr. Expt. Sta., Davis, And Agr. Res. Serv., USDA) en Winters (California) de un cruzamiento de 'Gaviota' como "Parental Madre" x el polen de 'Eldorado' como "Parental Padre". Fue introducida en los circuitos comerciales en 1954.
'Queen Ann' está cultivada en España, Italia, Portugal, Sudáfrica, Chile,  Argentina, y Turquía.

## Características
'Queen Ann' es un árbol de tamaño mediano vigor medio y porte semi erecto, con entrada en producción algo lenta y producción buena a muy buena y regular, necesitando un aclareo de los frutos, tiene un tiempo de floración que comienza a partir del 9 de abril con el 10% de floración, para el 18 de abril tiene una floración completa (80%), y para el 21 de abril tiene un 90% de caída de pétalos.
'Queen Ann' tiene una talla de fruto grande, ligeramente cordiforme, algo asimétrico, sutura ventral ancha, roma, poco profunda, con un peso promedio de 84.60 g; epidermis tiene una piel firme, con un color caoba profundo en completa madurez, cubiertas con una pruina fina; pulpa de color ámbar claro, sin nido rojo en la piel, textura firme, y sabor dulce, siendo su calidad muy buena, aroma no pronunciado.
Hueso  adherente a la pulpa, de tamaño pequeño, aplanada, ovalada.
Su tiempo de recogida de cosecha se inicia en su maduración en la segunda decena de agosto. El fruto se puede mantener almacenado durante períodos de tiempo bastante largos; se envía muy bien; Madura tarde.

## Usos
Las ciruelas 'Queen Ann' de muy buena calidad como fruta fresca en mesa, son buenas aprovechables en postres de cocina como tartas y pasteles, y se  utilizan comúnmente para hacer conservas y mermeladas.

## Polinización
De polinización autoincompatible. Buenos polinizadores son: 'Wickson', 'Gaviota', 'Becky Smith', 'Redroy' y 'Red Rosa.